# 296819 Artesian
296819 Artesian este un asteroid din centura principală de asteroizi.

## Descriere
296819 Artesian este un asteroid din centura principală de asteroizi. A fost descoperit pe 17 noiembrie 2009 la Zelenchukskaya Station de Timur V. Kryachko. Asteroidul prezintă o orbită caracterizată de o semiaxă mare de 2,57 ua, o excentricitate de 0,14 și o înclinație de 8,8° în raport cu ecliptica.